# Скуя, Генрих
Генрих Леонард Скуя (латыш. Heinrihs Leonhards Skuja; 8 сентября 1892, Майори, Российская империя — 19 июля 1972, Уппсала, Швеция) — русский, латвийский и шведский ботаник, альголог. Доктор биологических наук.
Ассоциированный профессор и doctor honoris causa Уппсальского университета. Генрих Скуя описал около 700 неизвестных науке видов водорослей, 30 новых родов водорослей, 15 новых семейств, один новый биологический ряд и один новый биологический тип. Получил премию «Фонда культуры» (1929), премию имения К. Барона (1931) и награду Björke (за выдающиеся исследования пресноводных водорослей, 1962). Автор монографии Taxonomie des Phytoplanktons einiger Seen in Uppland.
Один из тех, кто подписал Меморандум Латвийского Центрального Совета от 17 марта 1944 года.
Именем Генриха Скуи названы несколько видов и родов водорослей. Латвийской академий наук учреждена премия имени Генриха Скуи, которая вручается за выдающийся вклад в биологию.